# Cerkev Marijinega vnebovzetja, Tinje
Rimskokatoliška župnijska cerkev Tinje (nemško Tainach) se nahaja v istoimenski vasi v mestni občini  Velikovec na vzhodnem koncu Celovškega polja v političnem okraju Velikovec na avstrijskem osrednjem Južnem Koroškem. 
Župnija je pod zavetništvom Marijinega vnebovzetja in svetega Valentina ter spada pod dvojezično dekanijo Tinje Krške škofije. Do leta 1938 je bila uradno slovenska fara in je danes uradno dvojezična.   Župnijska cerkev je pod spomeniškim varstvom. 

## Zgodovina
Cerkev je bila prvič omenjena v listinah iz let 1135 in 1143. Med letoma 1185 in 1195 je v listinah omenjen duhovnik Henrik (Heinrich). Leta 1231 je cerkev spadala pod pristojnost kapitlja Velikovec.
V osnovi gotska cerkvena stavba iz začetka 15. stoletja je bila po požaru leta 1660 preurejena v baročnem slogu. Med letoma 1756 in 1780 sta ji kamnoseška mojstra Matthias Laiß in Valentin Seebauer izdelala novo fasado in prizidek zakristije. Po požaru leta 1853 so cerkev obnovili v neogotskem slogu. Leta 1996 je bila cerkev ponovno pokrita s kamnitimi ploščami. Oltarji so bili obnovljeni leta 1998.

## Zgradba
Zunanjost cerkve na severu krasi mogočen gotski stolp, zgornje nadstropje je neogotsko in ima koničast stolp. Kor iz 15. stoletja in južna ladja imata dvostopenjske opornike. Prizidek zakristije in prizidek kapele na severni strani ladje sta baročna. Baročni južni portal se nahaja ob stopnišču zunanje galerije na jugozahodnem vogalu. Zahodna fasada je bila obnovljena leta 1835 in je razdeljena na tri osi s pilastrskimi pasovi z zidnimi nišami, v ščitu je kolovozno okno in izstopajoči ščitni jezdec, portal je bil zgrajen leta 1764, nad njim je relief Marijinega oznanjenja. V niši stoji kip svetega Valentina Franca Ozbiča iz leta 1882. Baročni portal severne kapele ima na ključnem kamnu reliefni grb.

## Notranjost
Notranjost cerkve je enoladijska s petimi travejami pod sodčastim sklepnikom s spandreli in zvoniki na polkrožnih gotskih stenskih šablonah. Zahodna galerija je triosna. Na severni strani tretje traveje  je baročna kvadratna stranska kapela s konho in kvadratnim sklepnikom, nasproti katere je na južni strani oltarna niša. Visoki triumfalni obok je oglejski. Dvonadstropni kor s petstranim zaključkom ima koničast sklepnik, gotska rebra so bila odstranjena, nadsvetlobne police so verjetno baročne. Gotski servisi na delno figuralno okrašenih konzolah ter kapiteli z glavami, listi in zmaji so nastali v začetku 15. stoletja; na dveh manjših konzolnih vratih sta verjetno portreta gradbenih mojstrov Mertina in Joransa. Nad zakristijo na severni strani je oratorij. Pravokotna okna v ladji in koru so ozka.
Glavni oltar, poslikava s freskami ter križev pot  nosijo slovenske napise. 
Leta 1971 so na južni steni prezbiterija odkrili gotske stenske poslikave, ki prikazujejo Poklon otroka, Božjo nesrečo in svetega Valentina iz leta 1423, delo južnotirolske potujoče delavnice iz kroga bratov Erazma in Krištoforja iz Brunecka (Erasmus und Christophorus von Bruneck).
Vitraže je leta 1931 izdelala vitražna delavnica v Innsbrucku.

## Grobni spomeniki
V notranjosti se nahaja rimski nagrobni relief, ki prikazuje erosu podobno figuro in dve govedi.
Na pokopališču samemu najdemo le še pičlico slovenskih nagrobnih kamnov. 

## sklici
1. ↑   Bojan-Ilija Schnabl: Pfarrkarte der Diözese Gurk/Krška škofija 1924. V: Enciklopedija slovenske kulturne zgodovine na Koroškem, Dunaj, Weimar, Köln, (Böhlau) 2016, 2. zv., str. 1027-1034.
2. ↑  Seznam_dekanij_Krške_škofije
3. ↑   Bojan-Ilija Schnabl. Kreuzweg. In: STURM-SCHNABL, Katja (Hg.), SCHNABL, Bojan-Ilija (Hg.). Enzyklopädie der slowenischen Kulturgeschichte in Kärnten/Koroška: von den Anfängen bis 1942. Wien; Köln; Weimar: Böhlau, 2016, Bd. 2, j-Pl, S. 709-714, ilustr. Enciklopedija slovenske kulturne zgodovine na Koroškem  [COBISS.SI-ID 22127112]
4. ↑   Bojan-Ilija Schnabl (avtor, fotograf). Celovško polje, neznani zaklad osrednje slovenske kulturne pokrajine. V: Koroški koledar 2013, Celovec 2012, str. 107-122, ilustr. [COBISS.SI-ID 11917620]
5. ↑   Bojan-Ilija Schnabl: Inschrift, slowenische. V: Enciklopedija slovenske kulturne zgodovine na Koroškem, Dunaj, Weimar, Köln, (Böhlau) 2016, 1. zv., str. 529-532.
6. ↑   Bojan-Ilija Schnabl: Grabinschriften. V: Enciklopedija slovenske kulturne zgodovine na Koroškem, Dunaj, Weimar, Köln, (Böhlau) 2016, 1. zv., str. 442-444.
7. ↑   Bojan-Ilija Schnabl: Grabinschriften. V: Enciklopedija slovenske kulturne zgodovine na Koroškem, Dunaj, Weimar, Köln, (Böhlau) 2016, 1. zv., str. 442-444.